# Kolín dílny
Kolín dílny – przystanek kolejowy w miejscowości Kolín, w kraju środkowoczeskim, w Czechach. Znajduje się na wysokości 200 m n.p.m.
Jest zarządzana przez Správę železnic. Na przystanku nie ma możliwości zakupu biletów, a obsługa podróżnych odbywa się w pociągu.

## Linie kolejowe
- 010 Kolín - Česká Třebová